# スリー・リバーズ
『スリー・リバーズ』（原題: Striking Distance）は、1993年に公開されたアメリカ合衆国の映画。原題のStriking Distanceは、「すぐそば」「手の届く所」の意。邦題の「スリー・リバーズ」は、アレゲニー川とモノンガヒラ川が合流してできるオハイオ川を指す。この合流地点一帯がピッツバーグのダウンタウンを形成しており、この映画の舞台となっている。

## ストーリー
1991年。ピッツバーグ市警察のトーマス・ハーディ刑事は、親類縁者も含めて代々続く警察官一家で、彼はそれを誇りにしていた。しかし、職務に対して勁烈無比な忠誠心を持つトーマスは私情を挟まずに、刑事であり従兄弟でもあるジミーの暴行事件で事実を認める証言をしたことで、相棒を裏切ったとして、警察内部で白眼視されていた。
ある日、警部の父親と共に、連続婦女殺害犯を追跡するが、追跡途中で車が横転しトーマスは重傷を負う。トーマスが気を失っている間に犯人はトーマスの父親を射殺して逃走する。すぐに容疑者が逮捕されるが、トーマスにはその人物が真犯人とはとうてい思えなかった。
二年後、殺人課からリバー・レスキューに転属となったトーマスは、モーターボートによる河川パトロールを任務とする一方で酒に溺れる日々を送っていた。レスキュー隊では、彼は他の仲間に溶け込まず、孤立していたが、新しくパートナーとなった女性ダイバーのジョー・クリスマンだけは、彼の頑なな心を開かせようとし、彼も徐々に彼女に親しみを見せるようになる。
再び二年前の連続婦女殺害事件と類似した事件が次々と発生する。しかも、被害者はすべてトーマスの元恋人だった。二年前に逮捕された犯人はやはり真犯人ではないと、トーマスは確信し、独自に捜査を進めていく。

## 登場人物
トム・ハーディ
演 - ブルース・ウィリス
ピッツバーグ市警察の刑事。通称トミー。警察一家の5代目。ボートハウスで猫と暮らしている。
ジョー・クリスマン
演 - サラ・ジェシカ・パーカー
トミーの相棒。実は子持ちで離婚歴あり。大学生の頃に友人がレイプされて、調査したことで警察に入ろうとした。
ジミー・テディロ
演 - ロバート・パストレリ
トミーの従兄弟。刑事。母親は飛び降り自殺をした。暴行事件を告発されたのをきっかけに母親同様に飛び降りる。「俺こそが最高の警官だ」が口癖。
ダニー・テディロ
演 - トム・サイズモア
ジミーの弟。ジミーが飛び降りた事件後にカリフォルニア州に異動になっていたが、二年後に帰郷する。兄の死でトム同様に荒れている。
ヴィンス・ハーディ
演 - ジョン・マホーニー
トミーの父。孫の顔を見たがっている。序盤の事件で殉職してしまう。
ダグラス・ケサー
演 - ロバート・グールド
小男。事件の容疑者として逮捕される。
チック・チケイニス
演 - ギャレス・ウィリアムズ
事件の目撃者。
ニック・テディロ
演 - デニス・ファリーナ
ジミーとダニーの父。ヴィンスの弟でトミーの叔父。イタリア系移民。
トニー・サッコ
演 - ティモシー・バスフィールド
トミーの相棒の一人。ダイバーの資格を持つ。口うるさい性格。
キム・リー
演 - ジョディ・ロング
トミーの同僚。終盤で死体となって発見される。
ヘレン・クレイマー
演 - ジュリアナ・マッカーシー
判事。ジミーの裁判に携わる。
シド
演 - ロスコー・オーマン
刑事。ジミーの親友で彼を死に追いやったトミーを憎んでいる。
エディ・アイラー
演 - ブライオン・ジェームズ
殺人課の刑事。シドの部下。

## 出演
| 役名                     | 俳優                       | 日本語吹替                                     | 日本語吹替 | 日本語吹替                                               |
| 役名                     | 俳優                       | ソフト版                                       | フジテレビ版 | テレビ朝日版                                             |
| ------------------------ | -------------------------- | ---------------------------------------------- | --- | -------------------------------------------------------- |
| トム・ハーディ           | ブルース・ウィリス         | 大塚明夫                                       | 村野武範 | 野沢那智                                                 |
| ジョー・クリスマン       | サラ・ジェシカ・パーカー   | 高島雅羅                                       | 相沢恵子 | 佐々木優子                                               |
| ニック・テディロ         | デニス・ファリーナ         | 池田勝                                         | 青野武 | 田中信夫                                                 |
| ダニー・テディロ         | トム・サイズモア           | 金尾哲夫                                       | 江原正士 | 大塚芳忠                                                 |
| ジミー・テディロ         | ロバート・パストレリ       | 牛山茂                                         | 谷口節 | 牛山茂                                                   |
| エディ・アイラー         | ブライオン・ジェームズ     | 糸博                                           | 樋浦勉 | 小島敏彦                                                 |
| トニー・サッコ           | ティモシー・バスフィールド | 小室正幸                                       | 荒川太朗 | 田原アルノ                                               |
| ヴィンス・ハーディ       | ジョン・マホーニー         | 石森達幸                                       | 小林修 | 糸博                                                     |
| フレッド・ハーディ       | トム・アトキンス           | 田原アルノ                                     | 天田益男 | 佐久田修                                                 |
| ゲイリー・ハーディ       | マイケル・キャナバン       | 稲葉実                                         | 室園丈裕 |                                                          |
| キム・リー               | ジョディ・ロング           | 渡辺美佐                                       | 本間ゆかり | 岡本章子                                                 |
| ペンデルマン             | マイク・ホッジ             | 藤本譲                                         | 仲野裕 | 大山高男                                                 |
| フランク・モリス州検察官 | アンドレ・ブラウアー       | 中田和宏                                       | 田原アルノ | 水内清光                                                 |
| シド                     | ロスコー・オーマン         | 稲葉実                                         | 天田益男 | 成田剣                                                   |
| ダグラス・ケサー         | ロバート・グールド         | 稲葉実                                         | 峰恵研 | 水野龍司                                                 |
| チック・チケイニス       | ギャレス・ウィリアムズ     | 古田信幸                                       | 天田益男 |                                                          |
| ヘレン・クレイマー判事   | ジュリアナ・マッカーシー   |                                                | 水原リン | 紗ゆり                                                   |
| ニュースキャスター       | サリー・ウィッキン         |                                                | 一城みゆ希 | 藤生聖子                                                 |
| その他                   |                            | 叶木翔子 喜田あゆ美 辻親八 定岡小百合 真殿光昭 | 山本郁子 檀臣幸 喜多川拓郎 星野充昭 はやみけい 真山亜子                                                                                       | 中博史 大川透 湯屋敦子 鈴木正和 青山穣 中田雅之 幸田夏穂 |
|                          |                            |                                                | |                                                          |
| 演出                     |                            | 伊達康将                                       | 松川陸 | 田島荘三                                                 |
| 翻訳                     |                            | 岩佐幸子                                       | 徐賀世子 | たかしまちせこ                                           |
| 調整                     |                            | 田中和成                                       | 高橋久義 | 高橋久義                                                 |
| 担当                     |                            | 神部宗之 菊地由香                              | |                                                          |
| 効果                     |                            |                                                | VOX | VOX                                                      |
| プロデュース             |                            | 吉岡美惠子                                     | |                                                          |
| 制作                     |                            | 東北新社                                       | グロービジョン | コスモプロモーション                                     |
| 初回放送                 |                            |                                                | 1997年3月1日 『ゴールデン洋画劇場』 | 1999年6月13日 『日曜洋画劇場』 21:02-22:54               |
| 再放送                   |                            |                                                | 2010年1月18日 2012年11月5日 2016年5月17日 2017年11月9日 2019年2月13日 『午後のロードショー』 2025年2月5日 『午後のロードショー』 地方ローカル | 2007年8月29日 『午後のロードショー』                     |

## スタッフ
- 監督：ローディー・ヘリントン
- 製作：アーノン・ミルチャン、トニー・トモポロス、ハント・ロウリー
- 製作総指揮：スティーヴン・ルーサー
- 脚本：ローディー・ヘリントン、マーティン・カプラン
- 撮影：マック・アールバーグ
- 音楽：ブラッド・フィーデル